# Gustavo García-Siller
Gustavo Garcia-Siller, M.Sp.S. (San Luis Potosí, 21 de dezembro de 1956) é um prelado mexicano-estadunidense da Igreja Católica. Ele atualmente atua como arcebispo da Arquidiocese de San Antonio, Texas. Anteriormente, ele serviu como bispo-auxiliar da Arquidiocese de Chicago.

## Biografia
O mais velho de quinze filhos, Gustavo Garcia-Siller nasceu em San Luis Potosí, no México. Ele entrou para os Missionários do Espírito Santo na Cidade do México em 1973, e foi enviado aos Estados Unidos em 1980 para ministrar aos trabalhadores migrantes na Califórnia. Ele também estudou no Seminário St. John's de Camarillo, onde obteve o título de Mestre em Divindade e Teologia.
Garcia-Siller foi ordenado ao sacerdócio em 22 de junho de 1984, e então serviu como pastor associado na Igreja de São José em Selma até 1988. Ele continuou seus estudos no Instituto Ocidental de Tecnologia e Educação Superior (ITESO) em Guadalajara, ganhando um M.A. em Psicologia, e na Pontifícia Universidade Gregoriana de Roma.
De 1990 a 1999, ele serviu como reitor das casas de estudos dos Missionários do Espírito Santo em Lynwood e Long Beach, Califórnia, e em Portland, Oregon.
Em 15 de dezembro de 1998, Garcia-Siller tornou-se cidadão dos Estados Unidos.
Foi reitor do teologado de sua ordem em Oxnard de 1999 a 2002, servindo também em três paróquias da Arquidiocese de Los Angeles. Ele foi então nomeado superior do vicariato dos Missionários do Espírito Santo para os Estados Unidos e Canadá em 2002.
Bispo Auxiliar de Chicago
Em 24 de janeiro de 2003, Garcia-Siller foi nomeado bispo auxiliar de Chicago e bispo titular de Esco pelo Papa João Paulo II. Ele recebeu sua consagração episcopal no dia 19 de março seguinte do Cardeal Francis Eugene George, O.M.I., com os bispos Raymond Emil Goedert e Ricardo Watty Urquidi, M.Sp.S., servindo como co-consagradores. Como auxiliar, foi Vigário Episcopal do Vicariato V e contato do cardeal com a comunidade hispânica. 
Arcebispo de San Antonio
Em 14 de outubro de 2010, o Vaticano anunciou que o Papa Bento XVI havia nomeado Garcia-Siller como o sucessor de José Horacio Gómez - que havia sido nomeado para suceder ao cardeal Roger Mahony como arcebispo-coadjutor da Arquidiocese de Los Angeles - como arcebispo de San Antonio, Texas. Sua posse ocorreu em 23 de novembro de 2010. Junto com o Dom Gómez, ele é um dos bispos mexicano-americanos de maior posição nos Estados Unidos. 